# Surduc, Sălaj
Surduc (în maghiară Szurduk, alternativ Nagyszurduk) este satul de reședință al comunei cu același nume din județul Sălaj, Transilvania, România.

## Istorie
Numele localității ne arată că locuitorii de baștină erau slovaci. Prima mențiune documentară a așezării datează din anul 1554, când moșia și satul se aflau în proprietatea văduvei lui Imre Balassa, Anna Somi. Satul aparținea de Gârbou și împreună cu acesta făcea parte din cetatea Almașului din județul Cluj. În 1641, satul este moșie Csáky, dar devine renumit datorită baronului Miklós Jósika, primul romancier romantic maghiar, a cărui viață este strâns legată de castelul din localitate. După moartea tatălui său, survenită în 1824, se mută aici în 1834 și se dedică literaturii. Starea castelului este și astăzi relativ bună.
Versiunile denumirilor localității au fost: 1554 – Naghzwrdok, 1625 – Nagi Szurdok, 1630 – Nagy-Szurduk, 1733 – Szurduk, 1850 – Szurdok, Szurduku, 1854 – Szurduk, Surduc, 1930 – Surduc, 1966 – Surduc.
Numele satului este cuvânt de origine slavonă, surdec însemnând „cot”. Având în vedere că Someșul face cea mai mare cotitură în cursul său în dreptul satului Surduc, numele este justificat.

## Geografie

### Climă
În Surduc, clima este caldă și temperată. Aceasta se caracterizează prin precipitații semnificative chiar și în cele mai uscate luni și o temperatură medie anuală de 9,7°C. Clima de aici este clasificată ca Cfb de sistemul Köppen-Geiger.
| Date climatice pentru Surduc | Date climatice pentru Surduc | Date climatice pentru Surduc | Date climatice pentru Surduc | Date climatice pentru Surduc | Date climatice pentru Surduc | Date climatice pentru Surduc | Date climatice pentru Surduc | Date climatice pentru Surduc | Date climatice pentru Surduc | Date climatice pentru Surduc | Date climatice pentru Surduc | Date climatice pentru Surduc | Date climatice pentru Surduc |
| Luna                         | Ian                          | Feb                          | Mar                          | Apr                          | Mai                          | Iun                          | Iul                          | Aug                          | Sep                          | Oct                          | Nov                          | Dec                          | Anual                        |
| ---------------------------- | ---------------------------- | ---------------------------- | ---------------------------- | ---------------------------- | ---------------------------- | ---------------------------- | ---------------------------- | ---------------------------- | ---------------------------- | ---------------------------- | ---------------------------- | ---------------------------- | ---------------------------- |
| Maxima medie °C (°F)         | 1 (34)                       | 3.8 (38,8)                   | 10.3 (50,5)                  | 16.2 (61,2)                  | 21.4 (70,5)                  | 24 (75)                      | 25.9 (78,6)                  | 25.6 (78,1)                  | 21.8 (71,2)                  | 15.8 (60,4)                  | 8 (46)                       | 2.8 (37)                     | 14,7 (58,5)                  |
| Media zilnică °C (°F)        | −2.5 (27,5)                  | −0.1 (31,8)                  | 5.2 (41,4)                   | 10.5 (50,9)                  | 15.4 (59,7)                  | 18.2 (64,8)                  | 19.9 (67,8)                  | 19.5 (67,1)                  | 15.8 (60,4)                  | 10.2 (50,4)                  | 4.4 (39,9)                   | −0.1 (31,8)                  | 9,7 (49,46)                  |
| Minima medie °C (°F)         | −6 (21)                      | −3.9 (25)                    | 0.1 (32,2)                   | 4.9 (40,8)                   | 9.5 (49,1)                   | 12.5 (54,5)                  | 13.9 (57)                    | 13.4 (56,1)                  | 9.8 (49,6)                   | 4.7 (40,5)                   | 0.8 (33,4)                   | −3 (27)                      | 4,7 (40,5)                   |
| Precipitații mm (inches)     | 41 (1.61)                    | 36 (1.42)                    | 34 (1.34)                    | 48 (1.89)                    | 72 (2.83)                    | 89 (3.5)                     | 75 (2.95)                    | 67 (2.64)                    | 40 (1.57)                    | 39 (1.54)                    | 45 (1.77)                    | 53 (2.09)                    | 639 (25,16)                  |
| Sursă: Climate-Data.org      |                              |                              |                              |                              |                              |                              |                              |                              |                              |                              |                              |                              |                              |

## Populație
Conform recensământului efectuat în 2011, populația satului Surduc se ridică la 1.222 de locuitori, în scădere față de recensământul anterior din 2002, când se înregistraseră 1.437 de locuitori.

## Economie
În localitate a funcționat o mină de cărbune brun, închisă după 1989.

## Educație
În satul Surduc funcționează o grădiniță cu 36 de copii și un liceu tehnologic cu 370 de elevi. În cadrul liceului operează și o bibliotecă cu un fond minim de carte, care să acopere nevoile din unitate.

## Sănătate
Satul Surduc dispune de un cabinet de medicină de familie, un cabinet de medicină dentară și o farmacie.

## Transporturi
Surduc este traversat de drumul național DN1H Răstoci–Aleșd.
Prin Surduc trece a patra magistrală feroviară a țării, București–Brașov–Toplița–Deda–Dej–Jibou–Baia Mare–Satu Mare. Un total de 10 trenuri tranzitează în fiecare zi gara din Surduc.

## Personalități
- Vasile Pușcaș (n. 1952), profesor universitar, diplomat și politician
- Emanuel Petran (n. 1969), actor[17]
- Călin Ioan Bot (n. 1970), episcop al Eparhiei de Lugoj